# 不確定世界の探偵紳士
『不確定世界の探偵紳士』（ふかくていせかいのたんていしんし）とはdigi ANIME Corporation、アーベルなどにより、様々なプラットフォームでリリースされているアドベンチャーゲームである。

## 解説
『EVE burst error』（シーズウェア）、『この世の果てで恋を唄う少女YU-NO』（エルフ）、『エクソダスギルティー』（アーベル）などを制作した菅野ひろゆきによるハードボイルド推理アドベンチャーゲームである。探偵紳士シリーズの第1作目にあたる（各ゲームマニュアル等のスタッフクレジットによる）。
2004年5月には、同一の世界観で主人公を変更したシリーズの2作目として『ミステリート』がWindowsで発売され、その後PS2やPSPなどに移植されている。
2009年1月29日には、PS2にて『不確定世界の探偵紳士 〜悪行双麻の事件ファイル〜』という、PS2への移植版が発売。同年1月23日には、探偵紳士シリーズ第3弾『ミステリート 〜アザーサイド・オブ・チャーチ〜』（Windows）が発売されている。

## ストーリー
悪行 双麻（あぎょう そうま）は国際的探偵組織「アイドラー」に所属する私立探偵である。普通に生活しているだけで勝手に凶悪事件・怪事件にかかわってしまう悪運と、それらを見事に解決できるだけの能力を併せ持つために、巻き込まれた事件を解決し続けるだけで日本でも2人しかいない最上級探偵であるクラスAディテクティブとなっていた。
必要以上の事件を寄せ付けないためにクラスAの身分を隠し、小さな探偵事務所を構える悪行の元に、今日もまた事件がやってくる。
ゴースト殺人事件
海岸にて幽霊が目撃された後、首なし死体が見つかる。この事件は「ゴーストの謎」と呼ばれ、アイドラーのクラスB探偵が捜査に乗り出すも、今度はその探偵が首なし死体として見つかる。
その探偵の妹の綾木麻衣子は、アイドラーの連絡員を装い悪行に調査を依頼する。悪行の調査により、この探偵がアウトフィットと呼ばれる犯罪組織に加担していたことが判明し、ゴースト事件も組織の人身売買に関連していた。また、この探偵は、人身売買をもみ消そうとして公安の秘密部隊である「第四課」に抹殺されたことも明らかになる。そのことを知りつつも、悪行は麻衣子にすべてを話すことはしなかった。
見えない夫を捜索せよ
ある日、御沙月真裕美という女性から、新婚旅行中に行方不明となった夫の修一を探してくれと言う依頼が来る。その際、彼女は夫の姿を見た者はいないことを説明する。悪行は「御沙月修一」という人物は架空だが、その名前を使った人間がいると考え、御剣修一という人物について調べる。そして、「御剣真裕美」という女性を見たという情報が悪行の元に寄せられる。
そして、悪行は御剣修一の実家で手記を見つける。修一は人造人間製造計画「メイア」に参加しており、室内には「メイア」の唯一の成功例「メイ=ドロイド」の少女・ミント御剣がいた。
ミント御剣護衛以来事件
悪行はミントを引き取るものの、朝から晩まで世話されっぱなしとなり、戸惑いを覚える。

## システム
操作タイムリミットシステムという独自のゲーム時間に支配され、主人公が移動するごとに時間が経過していく。マップ間の移動には一回につき30分。室内の移動には15分が経過する。寝食の必要は無く、連日24時間ぶっ通しで捜査する事になる（但し、イベントによる食事や就寝で時間が進む場合はある）。主人公の悪運のため、事件の依頼は波状攻撃的にもたらされるが、依頼の請け負いを後日に回すことも可能となっている（後日に回した場合は依頼人がいつの何時頃にまた来ると言って去っていく）。複数の依頼を請け、捜査を同時進行させることも可能。基本的に、特定の時間に特定の場所に赴き、イベントを起こす事で捜査を進める。このイベントの起きる時間と場所を見つける事が大まかな流れとなる。各事件には解決希望日数という制限時間が設定され、それを超えると遅延損害金を取られる（報酬額から天引き）。ある一定以上の日数をオーバーすると、報酬額がゼロになりタダ働きになるので注意が必要。更に遅延が進むとゲームオーバーになる事すらある。
ストーリーが進むと事務所にミントが住むようになる。ミントは時間に応じて自身の行動を取り、主人公の帰宅のタイミングによっては食事や入浴などのイベントが発生する。また、18禁版では条件を満たすとHシーンに移行する。
報酬金は、情報屋に支払って有用な情報を得たり、ミントの着替えを買ったり（着てくれる）、家事道具を買ったり（ミントが洗濯や炊事をしてくれる）、CGやビデオ（回想モード）を購入するのに充てる独特のシステムとなっている。事件解決に要した期間に応じて報酬が変化するため、事件を素早く解決すればそれだけ金を自由に使える。

## 登場人物
キャストは『DASH!』『悪行双麻の事件ファイル』のもの。
悪行双麻
声：子安武人
ミント御剣
声：桑島法子
村雨涼子
声：佐久間レイ
神あやめ
声：井上喜久子
悪行の元妻。
綾木麻衣子
声：氷上恭子
隠弐丸
声：大塚明夫

## 各版の概要

### 不確定世界の探偵紳士
2000年4月21日発売。定価8800円。18禁。プラットフォームはWindows。販売はdigi ANIME Corporation。原画は田島直。現在は製造中止。

### 探偵紳士 DASH!
2000年12月21日発売。定価6800円。全年齢対象。発売機種はドリームキャスト。販売はアーベル。原画は田島直。
基本的に「不確定世界の探偵紳士」の移植だが、ボイスの追加、全年齢対象に伴ったシーンの変更（18禁描写のカット）、人物の名称や、キャラクターデザイン、追加イベントなど、大幅に変更が加えられている。限定版はスペシャルトークCD、探偵紳士バイブル付き。また、ビジュアルメモリを使ったミニゲーム「ミントといっしょ」がプレイできる。本バージョンから声優が付いた。

### 不確定世界の探偵紳士 HardCore!
2001年8月3日発売。定価8800円。18禁。プラットフォームはWindows。販売はdigi ANIME Corporation。パッケージとゲームCGにCARNELIANが参加している。
内容は「探偵紳士 DASH!」を元にしたアダルト作品だが、オリジナルの18禁シーンを復活させている訳ではなく、一部新規イベントを追加したものである。
クリア後、一定条件を満たすと、最初に発売されたオリジナル「不確定世界の探偵紳士」がプレイできるようになる。18禁化に伴い女性声優の何人かは変更されている。男性声優陣はそのまま。現在は製造中止。

### DVD-PG版
「不確定世界の探偵紳士 HardCore!」のDVDプレイヤーズゲーム（DVD-PG）版。
不確定世界の探偵紳士 Virginal Vol.1/ゴースト殺人事件
2003年5月29日発売。定価4800円。18禁。
不確定世界の探偵紳士 Virginal Vol.2/アウトフィットへ潜入せよ
2003年6月26日発売。定価4800円。18禁。

### 不確定世界の探偵紳士 Rebirth!
2004年5月28日発売。定価5800円。18禁。プラットフォームはWindows。販売はアーベルソフトウェア。原画は芹沢克己。
3度目の移植ではあるが、大きな特徴として原画に芹沢が起用され全面的に原画・CGが書き直された。また、ゲームシステムに探偵紳士シリーズの第2弾である『ミステリート』のプルーフ・ターゲットシステムが取り入れられ、「ミステリート」発売に際し、仕様をあわせたリニューアルとなっている。声優はHardCore版と同一。

### 不確定世界の探偵紳士〜悪行双麻の事件ファイル〜
2009年1月29日にPlayStation 2にて発売。レイティングはCERO：C（15才以上対象）。『Rebirth!』の移植だが、定例通り18禁要素と一部グラフィック、演出の変更を施したもの。更に、本作オリジナルの新事件が追加された。この新事件のシナリオのみ、「ミステリート」と同じシステムとなる。また、エンディングでは主題歌が流れる。18禁版で声優が変更されていた女性キャラは『DASH!』の声優に戻されている。
限定版にはドラマCDが付属している。「ネタバレになるので、本編をクリアしてから聴いた方が良い」と説明が入るが、どちらかと言うと本編よりもPS2版新事件と「ミステリート」の要素が強いので、そちらをクリアしてから聴く方が良い。

### 不確定世界の探偵紳士 Origin!
2009年3月27日。定価8800円。18禁。Windows Vistaに対応、サウンドドラマを追加したもの。

## 評価
『美少女ゲームマニアックス2』にて、第一作『不確定世界の探偵紳士』のレビュー記事が掲載された。レビューの筆者は「サブタイトルに『菅野ひろゆきの帰還』と付け足してもおかしくないほど、ファンの欲求不満の重さを受け止められるコシの強い作品」と評価しており、無骨ともいえる愛想のなさも受け入れられるとしている。
また筆者はエンディングについて、プレイヤーが悪行として得た情報によっていかようにも解釈できるため、謎は謎のままにした方が却ってわくわくすると述べている。

### 書籍
- “不確定世界の探偵紳士”. 美少女ゲームマニアックス2. 東京: キルタイムコミュニケーション. (2001-10-10). pp. 26-29. ISBN 4-86032-002-6. OCLC 675030565